# 英国国家安全委员会
国家安全委员会（英語：National Security Council）是英国的一个内阁委员会，负责监督与国家安全、情报协调和国防战略相关的所有问题。国家安全委员会的职权范围是审议与国家安全、外交政策、国防、国际关系和国际发展、快速恢复的能力、能源和资源安全有关的事项。

## 历史
国家安全委员会于2010年5月12日由時任首相戴维·卡梅伦成立。委员会将协调对付联合王国面临的威胁，并在最高一级整合所有政府实体在国家安全方面的工作。國家安全顧問是委员会的秘书。
从2015年4月1日起，该委员会监督新建立的冲突、稳定和安全基金，每年为解决国外的冲突和不稳定提供超过10亿英镑的援助。

## 成员列表
| 肖像 | 成員                                               |
| ---- | -------------------------------------------------- |
|      | 施紀賢（主席） 首相                                |
|      | 韋雅蘭 副首相 房屋社區及地方政府大臣               |
|      | 李韻晴 財政大臣                                    |
|      | 麥法德 蘭開斯特公爵領地事務大臣                    |
|      | 林德偉 外交、聯邦及發展事務大臣                    |
|      | 顧綺慧 內政大臣                                    |
|      | 賀理安 國防大臣                                    |
|      | 何爾文 英格蘭及威爾斯檢察總長 北愛爾蘭法律事務專員 |

其他政府大臣、高级官员、军事和情报官员必要时参加，其中一些是定期参加。国防参谋长代表整个国防参谋长委员会，而不是每个军种的参谋长都参加。反对党领袖偶尔参加会议。

## 小組委員會

### 核子小組委員會
核子小組委員會負責檢視涉及核威懾與核安全的相關事宜。
| 肖像 | 成員                            | 肖像 | 成員                      |
| ---- | ------------------------------- | ---- | ------------------------- |
|      | 施紀賢（主席） 首相             |      | 李韻晴 財政大臣           |
|      | 麥法德 蘭開斯特公爵領地事務大臣 |      | 顧綺慧 內政大臣           |
|      | 賀理安 國防大臣                 |      | 文立彬 能源安全及淨零大臣 |

### 烏克蘭小組委員會
烏克蘭小組委員會負責檢視涉及烏克蘭局勢及政府對策的相應事宜。
| 肖像 | 成員                                    | 肖像 | 成員                    |
| ---- | --------------------------------------- | ---- | ----------------------- |
|      | 林德偉（主席） 外交、聯邦及發展事務大臣 |      | 賀理安（主席） 國防大臣 |
|      | 李韻晴 財政大臣                         |      | 顧綺慧 內政大臣         |

### 韌性小組委員會
韌性小組委員會負責檢視涉及強化國家韌性的規劃及實施安排事宜。
| 肖像 | 成員                                    | 肖像 | 成員                                 |
| ---- | --------------------------------------- | ---- | ------------------------------------ |
|      | 麥法德（主席） 蘭開斯特公爵領地事務大臣 |      | 韋雅蘭 副首相 房屋社區及地方政府大臣 |
|      | 李韻晴 財政大臣                         |      | 顧綺慧 內政大臣                      |
|      | 賀理安 國防大臣                         |      | 施卓添 衛生及社會關懷大臣            |
|      | 文立彬 能源安全及淨零大臣               |      | 靳秉德 科學創新及科技大臣            |
|      | 李世勳 環境食物及鄉郊事務大臣           |      | 藍麗珊 文化傳媒及體育大臣            |

## 国家安全秘书处
从2010年7月起，有两名副国家安全顾问（DNSA），分别为：负责外交与国防政策的Julian Miller，以及负责情报、安全和恢复力的Oliver Robbins。截至2013年3月，Hugh Powell（前是国家安全秘书处主任）已晋升为新建立的第三个副国家安全顾问职位。截至2014年11月6日，三个副国家安全顾问是：Hugh Powell负责外交政），Julian Miller负责国防、核与战略和Paddy McGuinness负责情报、安全与恢复力。截至2015年2月10日，Liane Saunders（前国家安全秘书处外交政策主任及其阿富汗/巴基斯坦协调员）被称为代理副国家安全顾问（冲突、稳定和外交政策）。
2016年6月16日，内阁办公室发布了工作人员数据，截至2016年3月31日，列出了两名现任副国家安全顾问：Paddy McGuinness（负责情报、安全和弹性）和Gwyn Jenkins（负责冲突、稳定与防御）。Jenkins自2015年6月以来一直在职。在成为副国家安全顾问之前，Jenkins是首相卡梅伦的军事助理。
截至2014年12月初，国家安全秘书处配备了180名官员，包括五个下级机构：外交与国防政策处，民事应急秘书处，安全与情报处，网络安全和信息保障办公室，以及英国计算机应急响应小组（CERT UK）。